# Anemone brevistyla
Anemone brevistyla är en ranunkelväxtart som beskrevs av Chao Chien Chang och Wen Tsai Wang. Anemone brevistyla ingår i släktet sippor, och familjen ranunkelväxter. Inga underarter finns listade i Catalogue of Life.